# Pont de l'Académie
Le pont de l'Académie (Ponte dell'Accademia) est l'un des quatre ponts qui traversent le Grand Canal de Venise, avec le pont du Rialto (Ponte di Rialto), le pont des Déchaussés (Ponte degli Scalzi) et le pont de la Constitution (Ponte della Costituzione). Il relie depuis 1933 le campo san Vidal au sud au campo de la Carità au nord.

## Historique
Durant les dix-huit dernières années de la domination autrichienne (1848-1866) ont été érigées les deux innovations les plus importantes de l’urbanisme vénitien. Le pont du Rialto était depuis trois cents ans le seul point de passage pour piétons sur le Grand Canal ; au milieu du XIXe siècle, le besoin s'est fait sentir de deux passages supplémentaires : l'un à la nouvelle gare de chemin de fer, l'autre au sud, à l'extrémité opposée du canal.
En 1838, l'architecte Giuseppe Salvadori a proposé plusieurs solutions, dont un tunnel sous le Grand canal, afin de ne pas créer de problèmes pour le passage des bateaux à voiles. Après une interruption due aux émeutes de 1848 contre le gouvernement autrichien, en 1852 l'ingénieur anglais Alfred Neville, qui avait déjà dirigé la construction de 37 ponts suspendus en Europe, a proposé un pont avec une poutre horizontale unique de 50 m de long.
Ce projet fut réalisé sous le nom de ponte de la Carità (pont de la Charité). L'ouvrage a été rapidement construit et ouvert au public, sans redevance, le 20 novembre 1854. Le nom vient du complexe de la Charité comprenant un couvent, l'église de Notre-Dame de la Charité et de la Grande École de Charité. Ces bâtiments, déconsacrés et abandonnés, sont alors devenus le siège de l'Académie des Beaux-Arts de Venise et abrite actuellement les galeries de l'Académie de Venise.
Le même architecte a créé une structure similaire en face de la gare. Ces deux ponts n'ont pas été bien acceptés par les Vénitiens en raison de leur style nettement « industriel » qui jurait avec le contexte de l'architecture de la ville. De plus leur hauteur, de seulement 4 mètres, a rendu difficile le passage des bateaux. Mais les Vénitiens ont vite compris l’intérêt de ces deux ponts qui amélioraient sensiblement leurs déplacements quotidiens. 
Le pont a commencé, après quelques années, à présenter des problèmes de faiblesses structurelles, et dans la période fasciste, ces signes inquiétants ont augmenté avec la corrosion. Dans l'attente de la construction d'un nouveau pont de pierre, pour lequel il y avait eu un concours, a été construit, en seulement 37 jours un pont provisoire en bois par l'architecte Eugenio Mozzi (1889-1979). Il a été ouvert à la population 15 février 1933 et n'a pas été remplacé. Au moment de l'inauguration, c'était le plus grand pont en arc en bois d'Europe.
Le bois du pont nécessitant un entretien régulier et coûteux, il a été décidé en 1986 de remplacer certains des éléments en bois par des arches métalliques qui peuvent mieux résister à l'usure.

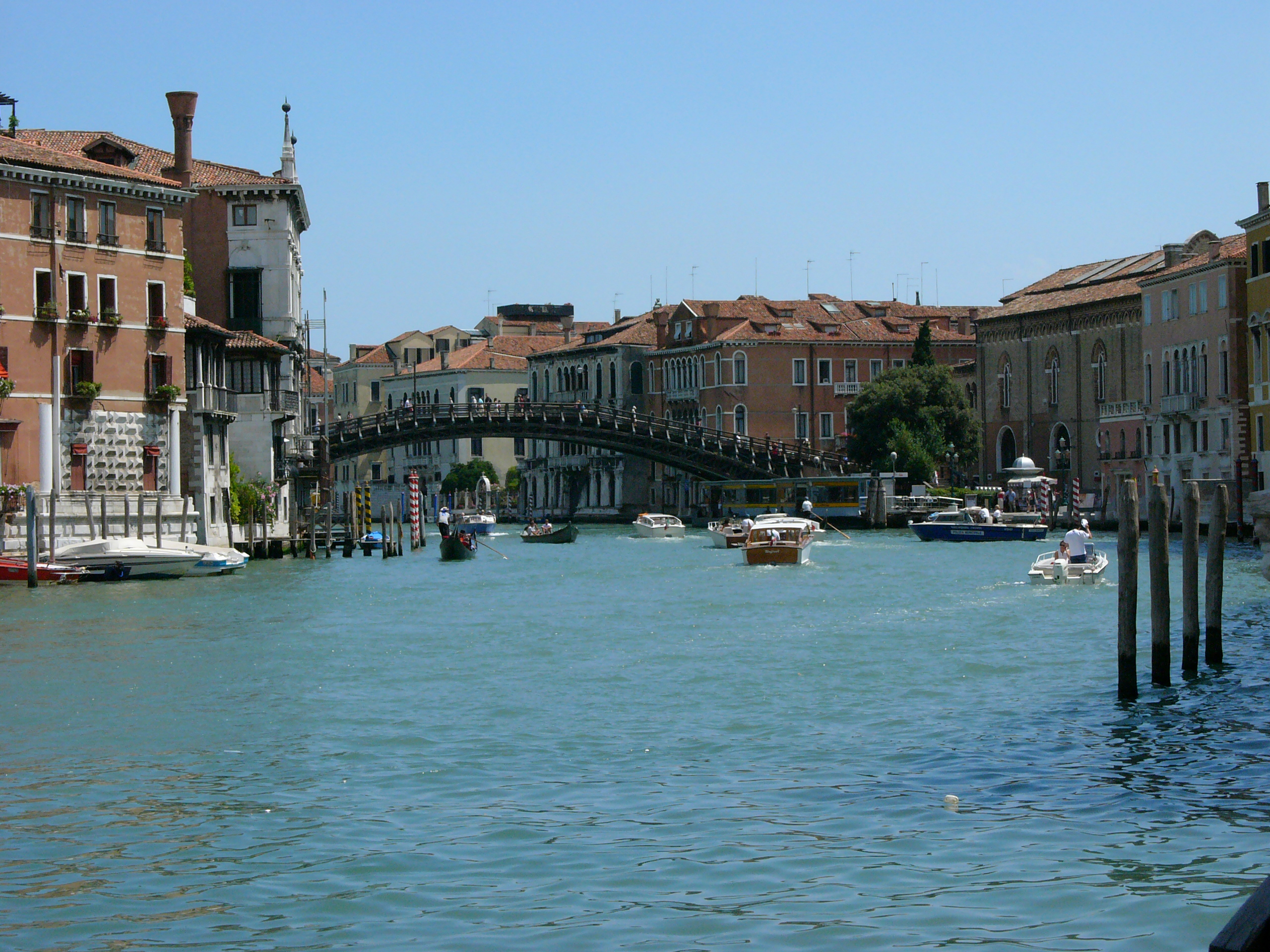
Vue depuis Ca'Loredan
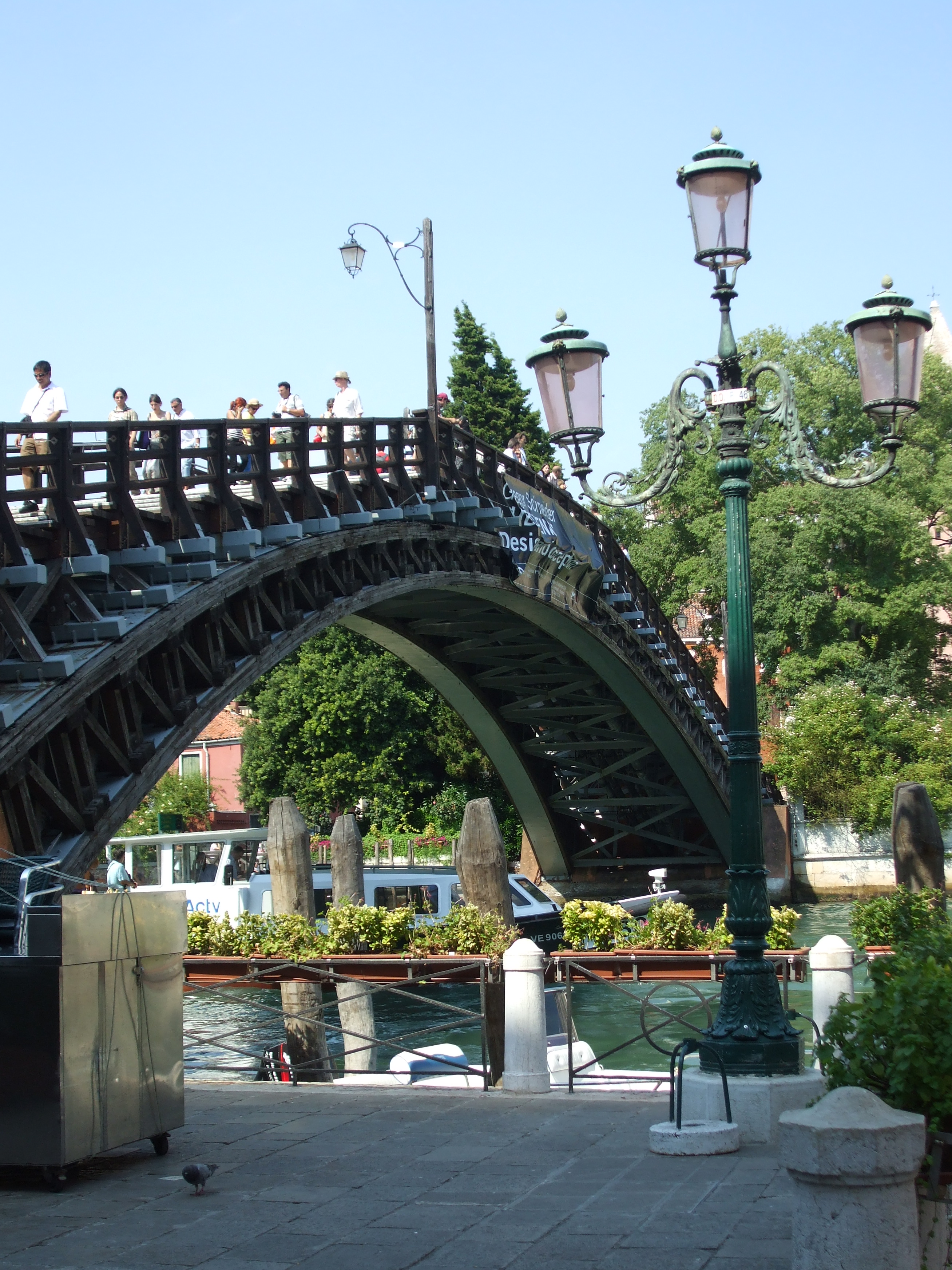
Vue depuis le campo de la Carità

## Source
- (fr) Fiche sur le site Structurae

- (it) Cet article est partiellement ou en totalité issu de l’article de Wikipédia en italien intitulé « Ponte dell'Accademia » (voir la liste des auteurs).